# 马峰
马峰（？—984年）。太原府（今山西太原）人，五代十国北汉大臣。北汉英武帝时左仆射、同平章事。
睿宗刘钧时，马峰官至宣徽使。英武帝刘继元即位後，广运二年（975年）拜枢密副使。不久，加授左仆射，同平章事。广运六年（979年）北宋发兵围攻太原，当时马峰辞官在家养病，闻警后命人抬见刘继元，陈说国家利害得失和大势使然，泪流满面，劝刘继元降宋。宋朝灭北汉，马峰官至将作监、太府卿。宋太宗雍熙元年（984年），马峰病故，享年八十余岁。